# 布羅斯基猶太會堂

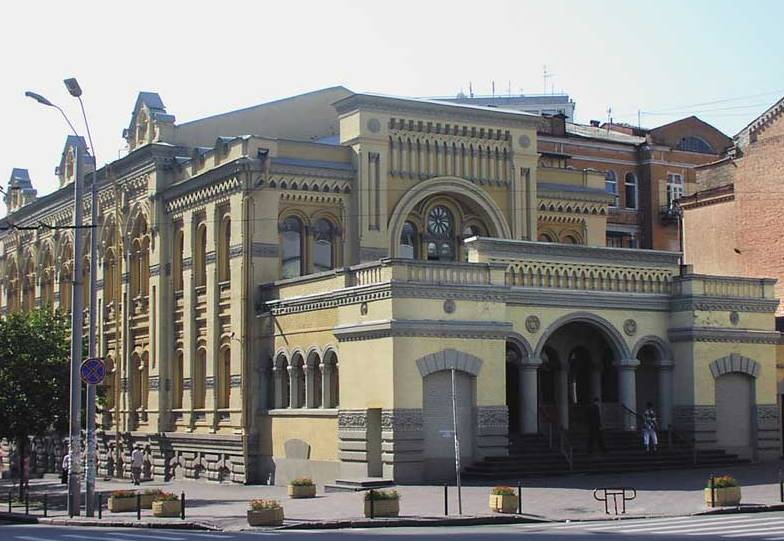

布羅斯基猶太會堂（Brodsky Choral Synagogue）是烏克蘭首都基輔第二大的猶太會堂。這座猶太會堂的建築風格屬於羅馬復興式建築，修建於1897年至1898年。

## 外部連結
- Official website （页面存档备份，存于）

50°26′19.14″N 30°31′13.5″E / 50.4386500°N 30.520417°E